# Porphyrinia deserti
Porphyrinia deserti là một loài bướm đêm trong họ Noctuidae.